# Puro Show
Puro Show es un programa de televisión argentino emitido por Canal 13 de lunes a viernes a las 10:30 (UTC -3) con la conducción de Sebastián «Pampito» Perelló Aciar y Matías Vázquez. Debutó el 6 de enero de 2025.

## Sinopsis
El ciclo aborda temas de espectáculo, farándula y chimentos.

## Historia
En diciembre de 2024, en un comunicado conjunto a través de historias de Instagram, Rodrigo Lussich y Adrián Pallares confirmaron el fin de Socios del espectáculo para finales del año debido al regreso a la conducción de Intrusos para la celebración de sus 25 años.
El programa se despidió y concluyó sus emisiones en vivo, sin embargo continuó al aire con programas grabados titulados Lo mejor de Socios del espectáculo hasta su final definitivo el viernes 3 de enero de 2025, dejando el lugar a Puro Show. Luego de la confirmación de que el panelista de Socios, Matías Vázquez estaría en el nuevo programa de eltrece, y la incorporación de Pampito, las primeras panelistas en ser confirmadas para éste programa fueron Fernanda Iglesias, «Pochi de Gossipeame» y Carolina Molinari junto al cronista Alejandro Castelo, finalmente se confirmaría la presencia de Angie Balbiani, Walter Leiva, «Cosca» y Axel Neri.

## Temporadas
| Temporada | Año   | Rating | Ref.  |
| --------- | ----- | ------ | ----- |
| 1         | 2025  | 2.7    | [ 3 ] |
| Total     | Total | 2.7    | [ 3 ] |

## Equipo

### Conductores
- Sebastián «Pampito» Perelló Aciar (2025–presente)
- Matías Vázquez (2025-presente)

### Panelistas
- Fernanda Iglesias (2025-presente)
- Ángeles Balbiani (2025-presente)
- Carolina Molinari (2025-presente)
- Marcia «Pochi» Frisciotti (2025-presente)

### Panelistas invitados
- Alejandro Castelo (2025)

### Cronistas
- Alejandro Castelo (2025)
- Walter «Walle» Leiva (2025-presente)
- Juan Cruz «Cosca» Coscarelli (2025-presente)

### Locutor
- Axel Neri (2025-presente)

### Histórico de integrantes
| «Pampito»         | Conductor |
| Matías Vázquez    | Conductor |
| Fernanda Iglesias | Panelista |
| Ángeles Balbiani  | Panelista |
| Carolina Molinari | Panelista |
| «Pochi»           | Panelista |
| Alejandro Castelo | Cronista  |
| Walter Leiva      | Cronista  |
| «Cosca»           | Cronista  |
| Axel Neri         | Locutor   |